# Rotax 462
Der Rotax 462 ist ein Zweizylinder-Zweitakt-Flugzeugmotor, der aus einem Schneemobilmotor entwickelt wurde. Gebaut wurde er von der österreichischen Firma BRP-Rotax für den Einsatz in Ultraleichtflugzeugen. Der Motor ist wassergekühlt und die Schmierung erfolgt über ein Öl-/Treibstoffgemisch. Über ein Untersetzungsgetriebe kann die Drehzahl des montierten Propellers in den Verhältnissen 2:1, 2,24:1, 2,58:1 oder 3,0:1 gewählt werden. Der Rotax 462 wurde in zwei Versionen, einer Standardversion mit einer Leistung von 51 PS (38 kW) und einer Version mit einer geringeren Leistung von 38 PS (28 kW) angeboten. Er wird nicht mehr hergestellt.

## Verwendung
- Guerpont Autoplum
- Huntwing 462LC
- Ikarus C22
- Platzer Motte
- Sky-Walker 1+1